# Primulina ronganensis
Primulina ronganensis là một loài thực vật có hoa trong họ Tai voi (Gesneriaceae). Loài này có ở Quảng Tây (Trung Quốc); được D.Fang & Y.G.Wei mô tả khoa học đầu tiên năm 2001 dưới danh pháp Chirita ronganensis. Năm 2011, Mich.Möller & A.Weber chuyển nó sang chi Primulina.